# Marhabögöly
A marhabögöly (Tabanus bovinus) a rovarok (Insecta) osztályának kétszárnyúak (Diptera) rendjébe, ezen belül a bögölyfélék (Tabanidae) családjába tartozó faj.

## Előfordulása
Szinte egész Európában elterjedt, kivéve a zord északi területeket. Ezenkívül megtalálható még Észak-Ázsiában és Északnyugat-Afrikában. Hazánkban igen gyakori; jóval gyakoribb, mint Közép-Európa más területein, ahol egyes helyeken egyenesen ritka. Évtizedekkel ezelőtt hazánkban is sokkal gyakoribb volt. Visszaszorulásának oka valószínűleg az állattartási mód megváltozása: nagyobb mértékűvé vált az istállóban tartás. Előfordulása Magyarországon ennek megfelelően szigetszerű, nem egyenletes.

## Megjelenése
Testhossza 2–2,5 centiméter. Testalkata erőteljes, a tor oldalán hosszanti csíkok találhatók. A potroh széles, vaskos. A potroh oldali élénkebb vöröses színűek, mint az egyébként nagyon hasonló, kissé nagyobb termetű szudétabögöly (Tabanus sudeticus) esetében. A félgömb alakú fejen nagy összetett szemek, és rövid csápok találhatóak.

## Életmódja
A marhabögöly legelők, rétek, erdőszélek, kertek és nagyobb parkok lakója. A hegyvidékeken kb. 2 ezer m magasságáig hatol fel.

### Táplálkozása
A nőstények vérszívók, és patásállatok (szarvasmarha, ló, házi sertés, őz, szarvas) vérét szívják, de akár az embert is megtámadják. Akár 60 mg-nyi vért is képesek kiszívni az áldozatukból. Zaklatásukkal olyannyira felingerelhetik az állatokat, hogy az a munkateljesítményükre, hús- és tejhozamukra is kihathat.
A nőstényekkel ellentétben a hímek nem szívnak vért, békés viráglátogatók: nektárral és virágporral táplálkoznak.

## Szaporodása
A nőstényeknek meleg vérű állat vérét kell szívniuk, hogy petét érlelhessenek. A nőstény a petéket a víz vagy nedves talaj fölötti növényi szervekre, levelekre, szárakra helyezi. A petéből kikelő bögölylárvák a vízbe vagy a nedves talajra pottyannak. Itt ragadozó életmódot folytatnak: kis férgeket, rovarlárvákat, rákocskákat zsákmányolnak, sőt a nagyobb termetű bögölylárvák a kisebb halakat, kétéltűeket (pl. ebihalakat) is megtámadják. A lárvák a vízből, nedves talajból kimászva bebábozódnak.